# The Cave
The Cave är det engelska indiefolkbandet Mumford & Sons tredje singel och släpptes från deras debutalbum Sigh No More den 26 februari 2010. Den är inspirerad av Platons grottliknelse och Homeros Iliaden och Odysséen.